# Équipement équestre

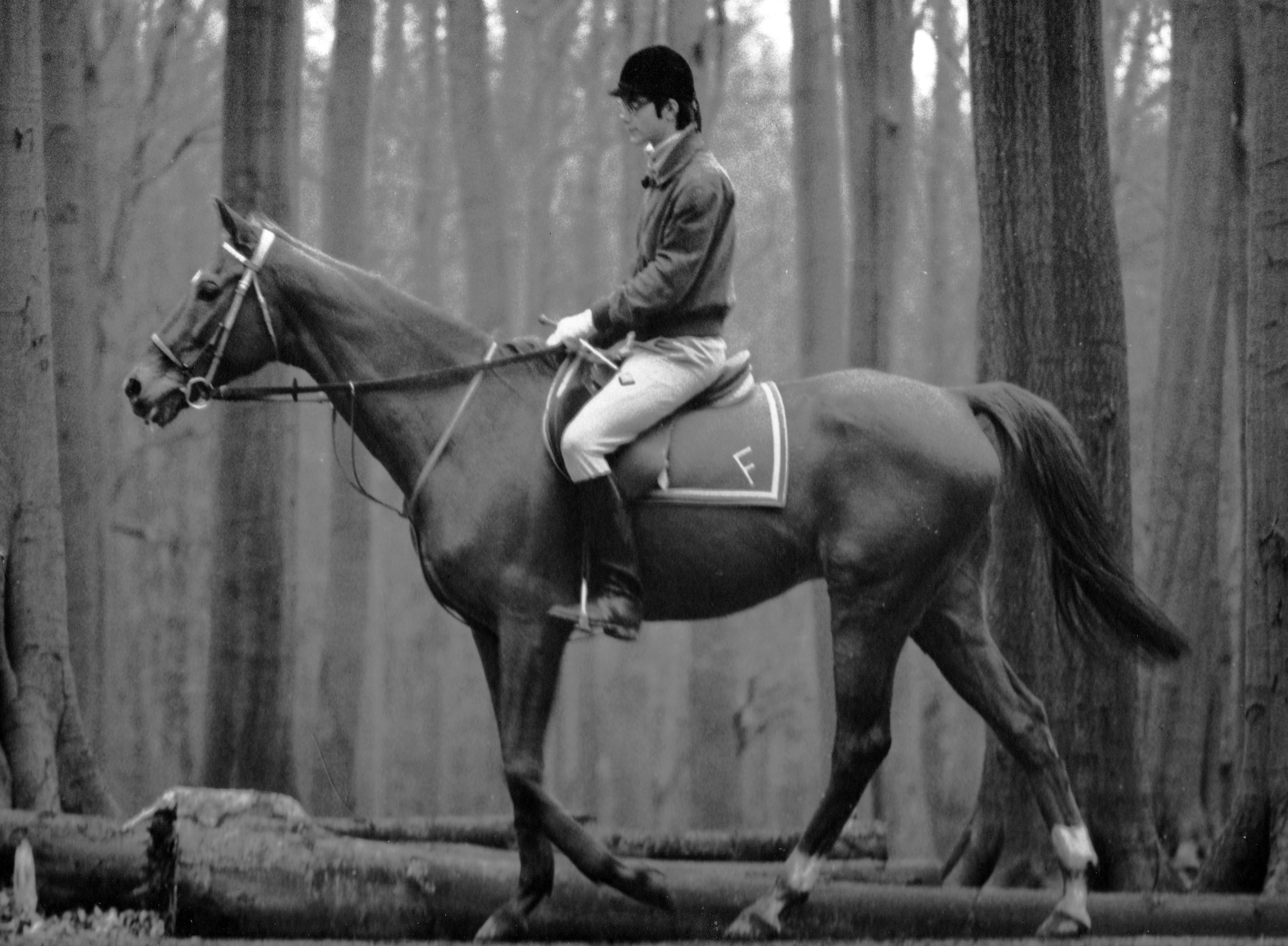
Cheval avec une martingale à anneaux. La selle est équipée d'étriers compensés.

 (juin 2024).
Si vous disposez d'ouvrages ou d'articles de référence ou si vous connaissez des sites web de qualité traitant du thème abordé ici, merci de compléter l'article en donnant les références utiles à sa vérifiabilité et en les liant à la section « Notes et références ».
L'équipement équestre désigne, dans le domaine de l'équitation, l'ensemble des objets et du matériel utilisé pour la conduite du cheval, sa protection et ses soins, ainsi que pour le cavalier. Certains équipements équestres existent quasiment tels quels depuis des siècles, d'autres ont été développés récemment pour les besoins de nouvelles pratiques liées aux sports équestres modernes et aux loisirs.

## Équipement du cheval en main
Le licol est un ensemble de lanières plates en tissu ou en cuir qui servent principalement à attacher le cheval sans pour autant le gêner. Accompagné d'une longe, le licol sert à guider le cheval en main ou l'attacher à un point fixe. Le licol éthologique est au contraire constitué de cordes nouées et permet de travailler le cheval sans recourir à un mors ou une muserolle contraignante.   
Le fer à cheval est une plaque métallique en forme d'arc de cercle qui épouse la forme du pied du cheval de manière que la corne en contact avec le sol soit protégée. Le fer surélève la sole et protège ainsi le pied du cheval des cailloux qui peuvent s'enfoncer dans la corne. Le fer limite aussi l'usure de la corne générée par le travail dans le sable ou sur les sols solides. La repousse de la corne étant plus lente que son usure pour un cheval à l'activité moyenne, le fer est une solution pour protéger de ce facteur. Les fers à cheval permettent aussi de corriger les aplombs. 
La couverture est une pièce de tissu matelassée et parfois rembourrée destinée à protéger le cheval après un effort important ou par grand froid. Couvrant l'équidé de la queue aux épaules, elle peut être complétée par une extension couvrant l'encolure du cheval jusqu'aux oreilles. La couverture est utilisée pour limiter les chocs thermiques liés à une activité intensive par temps froid, mais aussi à protéger un cheval tondu en période hivernale.
Des masques anti-mouches protègent la tête des chevaux au pré des insectes en été. Ils peuvent aussi contribuer à atténuer les bruits lors d’événements, ou de compétitions.  
Les guêtres ou des bandes de polo, les protèges boulet et les cloches servent à protéger les jambes du cheval. Les bandes de repos sont utilisées pour soulager les membres du cheval après un effort intensif. Des guêtres de transport peuvent aussi être utilisées lors du déplacement du cheval dans un van.
Au Moyen Âge, les chevaux de guerre portaient des plaques métalliques nommée la barde. Le Bât est un système, encore employé de nos jours, servant à transporter du matériel à dos de cheval. Le caveçon est une lanière de cuir ou une chaîne en maillons articulés qui entoure le bas du chanfrein d'un cheval et permet de l’initier à être mené en rênes d’appui tout en ménageant la sensibilité de sa bouche. 

### Équipement du cheval monté
La selle est une pièce en cuir ou en matériau synthétique, que l'on place sur le dos du cheval afin que le cavalier puisse s'y asseoir. La selle, attachée par une sangle qui passe entre les membres antérieurs et le ventre du cheval, est équipée d'étriers et reliés à la selle grâce à des étrivières réglables selon la taille du cavalier. Les étriers permettent au cavalier d'y glisser ses pieds pour monter à cheval, mais aussi de conserver un équilibre stable une fois en selle. Un tapis de selle est placé sous la selle afin de protéger le dos du cheval des blessures dues aux frottements de la selle contre la peau. Il est possible d'introduire un amortisseur qui sert à atténuer le poids de la selle et les chocs potentiels du poids du cavalier contre le dos du cheval. 
Le filet est un ensemble de lanières de cuir ou de plastique agencé sur la tête du cheval. Il sert à contrôler sa vitesse et sa direction mais contribue aussi à donner au cheval l'attitude voulue. Le mors, une pièce en métal ou en plastique, est installée dans la bouche du cheval et maintenu en place par le filet. Le mors peut avoir des formes variables, chaque forme ayant une action différente sur la bouche du cheval. Le mors est relié aux mains du cavalier par le biais des rênes, qui sont deux lanières en cuir ou en plastique. Des enrênements viennent parfois compléter l'ensemble en visant à empêcher le cheval d'avoir une certaine attitude, par exemple, de relever la tête violemment.

### Équipement du cheval d'attelage
La bricole est un système permettant au cheval de tracter des charges légères. Pour des charges plus lourdes, le collier d'épaule est préférable et fut longuement utilisé pour tracter les charrues dans l'agriculture. Les systèmes d'attelage sont souvent munis d'œillères destinées à la fois à empêcher le cheval de voir ce qui se passe à côté de lui et à protéger ses yeux de la mèche du fouet. Le harnais est un ensemble de liens généralement en cuir, servant à relier le cheval de trait à la charge qu'il tracte. 

### Bât
voir à  bât et Cheval de bât 

## Équipement du cavalier
La tenue vestimentaire d'un cavalier est généralement composée de bottes ou de bottines accompagnées de mini-chaps (ou de chaps), de chaussettes, d'un pantalon d'équitation  (aussi appelé culotte d'équitation), de gants, d'un gilet de protection en extérieur (veste airbag, coque de dos ou gilet de cross), et d'une bombe. Cette dernière est destinée à protéger la tête du cavalier pour le prémunir contre de possibles traumatismes crâniens en cas de chute. Dans le domaine des sports hippiques, elle porte le nom de toque. La cravache, tenue en main par le cavalier, est un outil servant à stimuler ou orienter le cheval, de même que les éperons, qui sont fixés aux talons du cavalier afin d'accentuer l'action des jambes. La cravache et les éperons doivent être utilisés à bon escient, et ne doivent jamais blesser ou traumatiser le cheval.
Les tenues de concours d'équitation sont codifiées et peuvent conduire à une élimination si elles ne sont pas respectées. Le pantalon d'équitation doit être blanc, dans la majeure des disciplines mais des spécificités peuvent apparaître dans chaque domaine, à l'instar de la veste de concours dans le dressage et le CSO ou bien du gilet de protection en CCE.

## Matériel de soin
Le matériel de pansage est un ensemble d'objets destinés aux soins du cheval avant ou après le travail. Le goudron de Norvège est connu pour son action bénéfique sur les sabots des chevaux lorsque la fourchette est en train de pourrir par exemple. Pour des soins nécessitant beaucoup de minutie, un tord-nez peut-être utilisé pour forcer le cheval à rester immobile.

## Annexe